# Баруйр Севаг
Баруйр Севаг е арменски поет, писател, литературен критик и преводач. Смятан е за един от най-добрите аременски поети на XX век.

## Биография
Баруйр Севаг е роден на 24 юни 1924 г. в село Чанахчи, Армения в скромно селско семейство. През 1929 година започва обучението си в местното училище. 1939 година е приет в Ереванския държавен университет със специалност Арменски език и литература. През 1945 година се прехвърля да учи в Москва, в института „Максим Горки“. Завършва го с отличие. Остава да работи като преподавател.
Първите му произведения са отпечатани в списание „Съветска литература“ през 1941 – 1942 година. Тогава получава псевдонима си от главния редактор на списанието Р. Зарян.
През 1945 – 1946 година Севаг работи като главен редактор във вестник „Авангард“. Две години по-късно излиза от печат първата му стихосбирка „Безсмъртните повеляват“ и завършва аспирантура. 1954 година издава и сборник от поеми „Пътят на любовта“. 1957 – 1959 година е написал поема в 7000 стиха „Не замлъкваща камбанария“, посветена на великия арменски композитор Гомидас.
В продължение на 8 години работи като научен сътрудник към института „М. Апелян“ в Ереван. 1966 – 1971 година е председател на Съюза на писателите в Армения. Защитава дисертация на тема „Саят Нова“ и получава докторска степен през 1967 година.
На 17 юни 1971 година загива в автомобилна катастрофа. Погребан е в двора на родната си къща.

## Творби
- „Безсмъртните повеляват“ – стихове 1948 година
- „Пътят на любовта“ – поеми 1954 година
- „Отново с теб“ – стихове 1957 година
- „Не замлъкваща камбанария“ – 1957 година
- „Когато светът се състезава“ – 1961 година
- „Човекът в шепа“ – 1963 година
- „Саят Нова“ – 1969 година
- „Вашите познати“ – детска книга 1971 година